# Джилл Валентайн
Джилл Валентайн (англ. Jill Valentine, яп. ジル・バレンタイン / Джіру Барентайн) — жіночий персонаж серій відеоігор Resident Evil, серії відеоігор в жанрі survival horror, створеної японською компанією Capcom. Вона вперше з'явилася в оригінальній Resident Evil (1996) як один з двох ігрових персонажів, разом зі своїм напарником Крісом Редфілдом, членом підрозділу Спеціальної тактико-рятувальної служби (S.T.A.R.S.) поліцейського департаменту Раккун-Сіті. Джилл і Кріс протистоять корпорації Амбрелла, фармацевтичній компанії, чий біотероризм створює зомбі та іншу біоорганічну зброю, а згодом стають членами-засновниками Альянсу ООН з оцінки безпеки в галузі біотероризму (BSAA).
Джилл є головною героїнею кількох ігор, романів та фільмів Resident Evil, а також з'являлася в інших франшизах, серед яких Marvel vs. Capcom, Project X Zone, Teppen та Dead by Daylight. У пізніших іграх, таких як ремейк Resident Evil (2002), The Umbrella Chronicles (2007), Resident Evil 5 (2009) та The Mercenaries 3D (2011), її риси були запозичені у канадської моделі та акторки Джулії Вот. Роль Джилл виконували кілька акторок, зокрема Сієнна Гіллорі та Ганна Джон-Кеймен у повнометражних фільмах Оселі зла.
Відеоігрові видання включили Джилл до переліку найпопулярніших і культових персонажів відеоігор, а також назвали її найбільш симпатичним і цілісним персонажем Resident Evil. Вона отримала як визнання, так і критику щодо гендерної репрезентації у відеоіграх. Деякі видання хвалили серію за зображення жінок і вважали Джилл значно менш сексуалізованою, ніж інші жіночі персонажі ігор; її також наводили як приклад жіночого персонажа, який був настільки ж компетентним і досвідченим, як і її колеги-чоловіки. Інші стверджували, що вона була ослабленою як протагоністка через атрибути, які підривали її роль як героїні, зокрема, нереалістичну форму тіла, яка не відображала її військове минуле; також піддавалися критиці деякі з її надмірно сексуалізованих костюмів.

## Концепт та дизайн

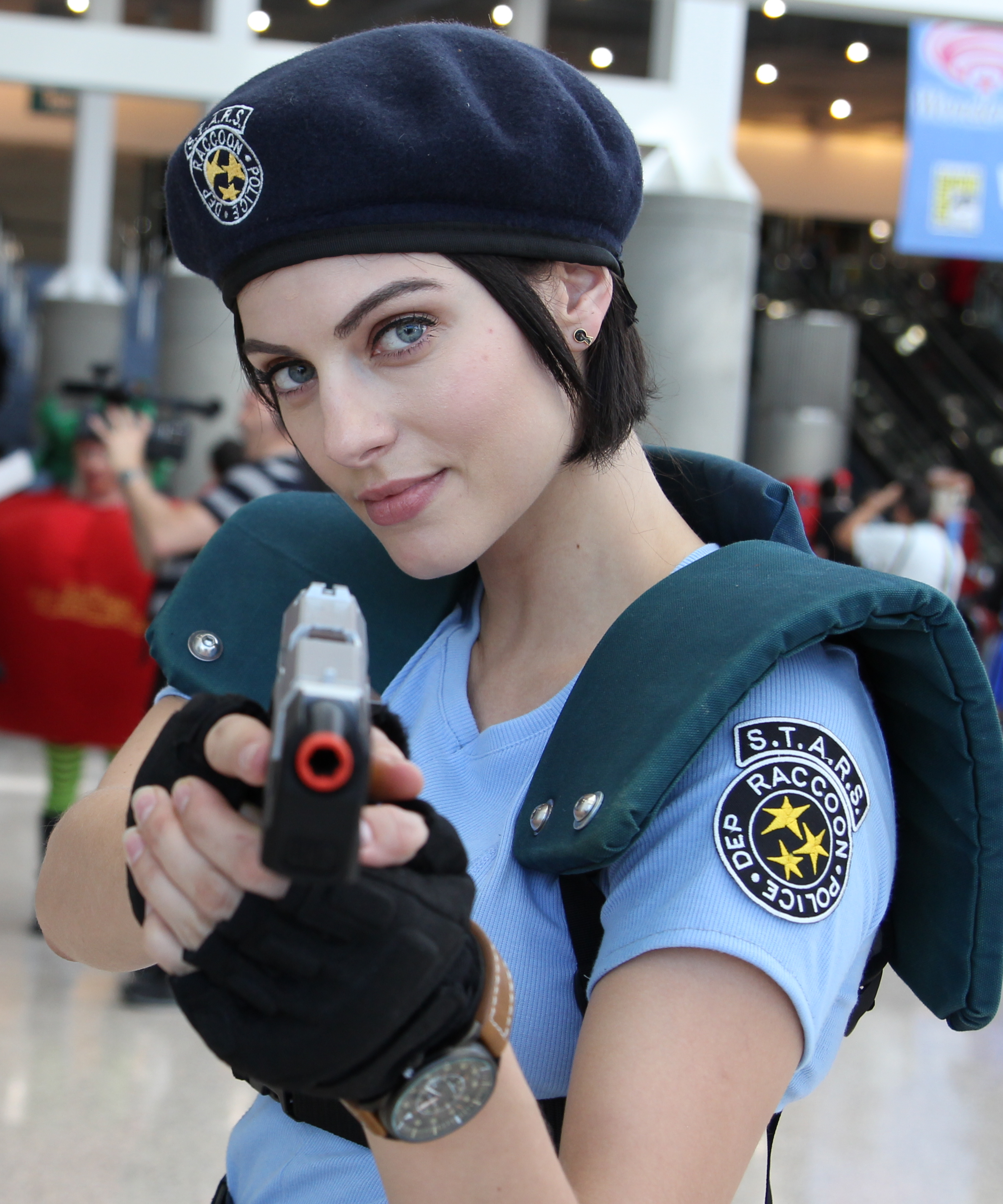
Джулія Вот (на фото), яка косплеїть оригінальний дизайн Джилл з першого Resident Evil та його ремейку, була моделлю зовнішності персонажа з 2002 року до ремейку Resident Evil 3 2020 року.

Джилл вперше була представлена як один з двох ігрових протагоністів, разом зі своїм партнером Крісом Редфілдом, у Resident Evil (1996). Її створили режисер Сіндзі Мікамі та дизайнер Ісао Охіші. Щоб уникнути сексуальної об'єктивації жінок у відеоіграх, Мікамі відмовився еротизувати або зображати жінок підвладними в Resident Evil; натомість Джилл була зображена незалежною.
Будучи японського та французького походження, Джилл досягла успіху у знешкодженні бомб під час навчання у спецпідрозділі Дельта, а згодом приєдналася до підрозділу спеціальних операцій S.T.A.R.S.. Маючи досвід роботи зі зброєю, вибуховими речовинами та вміння зламувати замки, вона була кмітливою, відважною та сумлінною. Хоча їхні сюжетні лінії розвиваються в «одному загальному напрямку», геймплей Джилл і Кріса відрізняється: її інвентар більший, і у неї є відмичка, що дає їй ранній доступ до більшої кількості здоров'я і боєприпасів. Виходячи з цих відмінностей, гравцям, які вперше грають у Resident Evil, рекомендували обрати Джил.
За словами дослідниці цифрових медіа Естер МакКаллум-Стюарт, жіночі ролі Мікамі володіють унікальними якостями, що дозволяє гравцям обирати їх, а не чоловіків, і каже, що їхнє бойове спорядження допомогло їм уникнути критики за прихильність до чоловічого погляду. Мікамі пояснив: «Я не знаю, чи приділяв я більше уваги жіночим персонажам, але коли я створював їх, вони ніколи не були лише предметами. В [інших] іграх вони є периферійними персонажами зі смішною фізикою грудей. Я уникаю такої неприхованої еротики». Незважаючи на це, у наступних іграх серії, розроблених не Мікамі, вона вже зображувалася у відвертих костюмах. Медіадослідники стверджують, що гравців навмисно заохочували як до об'єктивації, так і до ототожнення з персонажем. Кілька коментаторів припустили, що початкове зображення Мікамі Джилл як військового професіонала стримувало здатність наступних режисерів ігор відверто сексуалізувати її.
Образ Джилл продовжували змінювати протягом всієї серії. У ремейку оригінальної гри 2002 року її зовнішність була створена на основі канадської моделі та актриси Джулії Вот. Продюсер Capcom Хіроюкі Кобаяші сказав, що вони зробили її більш «кавайною» в ремейку, але також залишили її твердою і м'язистою. Зовнішність Вот була повторно використана у Resident Evil: The Umbrella Chronicles (2007) та Resident Evil 5 (2009). У Resident Evil 5 головним героєм є Кріс; дизайнери вирішили зосередитися на тому, як обидва персонажі постаріли з часів оригінальної гри. У Resident Evil 5 Джил знову переробили, щоб підкреслити її статус піддослідної в біологічних дослідницьких експериментах. Світле волосся, бліда шкіра та облягаючий одяг, названий бойовим костюмом, — ці зміни відображають наслідки експериментів. Шанувальники розкритикували нову зовнішність як приклад відбілювання. МакКаллум-Стюарт припустила, що популярність серії постраждала через необґрунтовану появу Джилл як «контрольованої розумом БДСМ-вбивці». У ремейку Resident Evil 3 2020 року Джилл була створена за зразком російської моделі Саші Зотової. Редизайн Джилл відображає творче бачення розробників щодо переосмислення персонажа як справжнього героя бойовика; оскільки художній напрям ремейку базується на фотореалізмі, Capcom хотіла переконатися, що Джилл вписується в середовище ігрового світу.
Альтернативні костюми як винагорода для гравців стали фішкою серії Resident Evil. Проходження ремейку 2002 року відкрило можливість одягнути Джилл в її костюм міні-спідниці з Resident Evil 3: Nemesis та костюм Сари Коннор з фільму Термінатор 2: Судний день 1991 року. Міні-спідниця була додана під час розробки на прохання самих розробників. Після її додавання розробники змінили кути зйомки, щоб зменшити її видимість, а також підібрали колір спідниці та нижньої білизни, щоб зробити її менш помітною. Це вбрання повторно з'являється у грі Resident Evil: The Mercenaries 3D (2011). Епізод DLC Lost in Nightmares, який є приквелом Resident Evil 5, включає в себе альтернативне вбрання для Джилл, засноване на військовому та спортивному одязі. Оскільки дія Resident Evil: Revelations (2012) відбувалася у відкритому морі, її костюм був зроблений так, щоб нагадувати гідрокостюм. Початковий дизайн передбачав більше тактичного спорядження, прикріпленого до її приладу контролю плавучості, але його прибрали, щоб підкреслити контури її тіла. Її альтернативне вбрання в грі, відвертий піратський костюм, було навмисно зроблено кольоровим, щоб контрастувати з похмурими темами сюжету.

### Актори озвучування та живих катсцен
Акторки, які з'являлися в живих сценах оригінальної гри та озвучували її, були вказані лише під своїми особистими іменами; Джилл зобразила старшокласниця під псевдонімом «Inezh». За час існування франшизи роль Джилл виконували Кетрін Дішер у Resident Evil 3, Хайді Андерсон у ремейку 2002 року, Кетлін Барр у екшені Under the Skin (2004) і Тара Платт у Pachislot Biohazard, розважальній аркадній грі, випущеній виключно в Японії. Патрісія Джа Лі озвучувала The Umbrella Chronicles та Resident Evil 5, а також працювала над захопленням рухів. Карі Вальгрен озвучувала героїню в іграх Marvel vs. Capcom 3: Fate of Two Worlds та Ultimate Marvel vs. Capcom 3. У Revelations Джилл озвучила Мішель Рафф, яка повернулася у неканонічній Resident Evil: Operation Raccoon City. Ніколь Томпкінс озвучила Джилл у ремейку Resident Evil 3 2020 року, а також виконала її роль у CG-анімаційному фільмі Resident Evil: Death Island. Ацуко Юя озвучувала Джилл в японських версіях ігор.
Персонаж з'являвся у трьох частинах оригінальної серії фільмів Оселя зла, де її зіграла англійська акторка Сієнна Гіллорі. Ганна Джон-Кеймен зіграла її у фільмі 2021 року Оселя Зла: Вітаємо у Раккун-Сіті.

## Появи

### У серії Resident Evil
Дія кожної гри серії відбувається у вигаданому американському місті Раккун-Сіті до його знищення в кінці Resident Evil 3: Nemesis. Наступні ігри за участю Джилл відбуваються в масштабах всього світу: в Росії, Африці та у Середземному морі. Дія оригінальної гри розгортається в липні 1998 року в маєтку на околиці Раккун-Сіті, куди Джилл та її команда потрапляють під час пошуків співробітників. Разом з напарником Баррі Бертоном вона виявляє, що будинок є прикриттям для біологічної військової лабораторії корпорації Амбрелла, а його неживі мешканці - науковці, які розробили мутаген Т-вірусу. Її командир Альберт Вескер виявляється подвійним агентом Амбрелли. Джилл і Кріс - єдині з п'яти, хто вижив після інциденту, які зав'язують міцну дружбу і стають запеклими супротивниками біотероризму.
Джилл не з'явилася в Resident Evil 2 (1998), оскільки команда розробників обрала нових персонажів (Леона С. Кеннеді та Клер Редфілд), щоб зберегти елементи жаху оригінальної гри: Мікамі вважав, що Джилл і Кріс вже надто досвідчені, щоб злякатися подій у сиквелі. Вона повернулася єдиною головною героїнею в Resident Evil 3 (1999). Мікамі - головний продюсер Nemesis і паралельно створюваної Resident Evil Code: Veronica (2000) хотів, щоб кожна гра виділяла жіночу героїню, яка вже з'являлася в серії; Джилл - головна героїня Nemesis, а Клер - головна героїня Code: Veronica. Коментатори припускають, що ці рішення були прийняті в результаті успіху серії Tomb Raider, головною героїнею якої була Лара Крофт.
Дія Nemesis розгортається через два місяці після першої гри, за цей час Джилл приєдналася до Поліцейського департаменту Раккун-Сіті (RCPD), щоб захистити якомога більше цивільних від Т-вірусу. Причиною її повсякденного одягу в цій частині Capcom називає її звільнення з поліції безпосередньо перед тим, як населення міста було інфіковано вірусом. Вона звільнилася на знак протесту проти того, що правоохоронці не вживали заходів проти Umbrella, але залишилася в місті, щоб розслідувати діяльність корпорації. Поліцейська форма, яку вона носила в оригінальній грі, була замінена на менш формальний синій топ, чорну міні-спідницю та високі чоботи.
У Nemesis вона тікає з Раккун-Сіті перед тим, як його руйнує ядерний удар, що є частиною приховування урядом США. Її переслідує Немезис, суперсолдат, завдання якого - вбити всіх членів команди S.T.A.R.S., що залишилися в живих. Замість того, щоб убити Джилл, Немезис заражає її Т-вірусом; її новий напарник Карлос Олівейра - колишній найманець Амбрелли - виліковує її від інфекції за допомогою вакцини, виробленої компанією. Події The Umbrella Chronicles розгортаються у 2003 році, коли Джилл і Кріс приєднуються до приватної організації з метою викриття діяльності Амбрелли у сфері біологічної зброї, що призводить до знищення єдиного дослідницького центру, який залишився у корпорації. Після розвалу компанії вони стають членами-засновниками Альянсу ООН з оцінки біологічної безпеки (BSAA). У Revelations, дія якої відбувається через два роки, Джилл і її новий напарник Паркер Лучіані відправляються на місію з порятунку Кріса, якого нібито утримують у заручниках на кораблі-привиді у Середземному морі. Опинившись на борту, вона виявляє, що корабель заражений новим типом мутагену, здатним інфікувати водну екосистему. Джил і Кріс розкривають політичну змову, пов'язану з попереднім мутагенним спалахом і невдалим розслідуванням, проведеним конкуруючою структурою.
Дія Resident Evil 5 відбувається у 2009 році у вигаданому африканському містечку Кідзюдзю, де терористи перетворюють місцевих мешканців на зомбі. Одним з цих терористів виявляється Джилл, яка зникла безвісти за попередні два з половиною роки. Дія доповнення Lost in Nightmares відбувається у 2006 році і розповідає про те, як Джилл і Кріс шукають засновника Umbrella в маєтку; щоб врятувати Кріса від Вескера, Джилл кинулася на нього через вікно. Жодне з їхніх тіл не було знайдено, а Джилл оголосили мертвою. Насправді вона отримала травми під час падіння і була взята в заручники Вескером, який потім використовував її як піддослідну у своїх біологічних експериментах. Антитіла, вироблені організмом Джилл внаслідок інфікування Т-вірусом епохи Nemesis, були використані як основа для вірусу Уроборос, що став каталізатором подій Resident Evil 5.
У Resident Evil 5 Кріс дізнається, що Джилл жива; Вескер встановив на Джилл пристрій контролю свідомості, який змусив її вчиняти терористичні акти і битися з Крісом і його новою напарницею, місцевим агентом BSAA Шевою Аломар. Джилл знаходить в собі достатньо самоконтролю, щоб розстебнути свій костюм, щоб пристрій можна було побачити і зняти. Після його вилучення вона пояснює, що усвідомлювала, що робить, але не могла контролювати себе, і закликає Кріса і Шеву продовжувати свою місію. Інший епізод доповнення, Desperate Escape, описує, як Джилл змогла втекти з-під варти за допомогою місцевого агента BSAA Джоша Стоуна до того, як вони допомогли Крісу і Шеві вбити Вескера.

### Інші появи
Джилл з'являється у кількох фільмах Оселі зла. Спочатку планувалося, що вона буде головною героїнею першого фільму Оселя зла (2002), коли його знімав Джордж Ромеро. Коли Пол Вільям Скотт Андерсон замінив Ромеро, він створив нового персонажа для серії фільмів - Еліс, яку зіграла Мілла Йовович. Джилл з'являється у сиквелі 2004 року Оселя зла: Апокаліпсис, де вона - знеславлений офіцер поліції, який тікає з руїн Раккун-Сіті за допомогою Еліс та інших вцілілих. Її вбрання у фільмі базується на її одязі з Resident Evil 3. Андерсон розглядав різні аргументи, щоб виправдати використання цього костюму, наприклад, описати його як вбрання для роботи під прикриттям, тоді як Йовович запропонувала використати спеку як причину. Зрештою Андерсон вирішив проігнорувати це питання, стверджуючи, що людям, які критикуватимуть її вбрання, «напевно, не варто дивитися фільм взагалі».
Джилл з'являється в фінальній сцені фільму Оселя зла: Потойбічне життя (2010), вдягнувши пристрій контролю розуму з Resident Evil 5 і організувавши напад на Еліс, Кріса, Клер та інших людей, яких вони врятували після спалаху вірусу в Лос-Анджелесі. У фільмі Оселя зла: Відплата (2012) Джилл - антагоніст, запрограмований на захоплення Еліс, але відновлює контроль над собою після того, як Еліс знешкоджує пристрій Вескера, що контролює її свідомість. У фільмі показано бій між Джилл та Еліс, який містить близько 200 прийомів. Вона не з'явилася у фінальному фільмі Оселя зла: Фінальна битва (2016), вочевидь, померши за кадром. За словами Йовович, Джилл була відсутня, тому що у фільмі було занадто багато персонажів Оселі зла, щоб їх можна було вмістити у фільмі. Серія фільмів Оселя зла постійно отримувала негативні відгуки. Cinefantastique похвалив гру Гіллорі в Апокаліпсисі як єдину родзинку фільму. У перезавантаженому фільмі Оселя Зла: Вітаємо у Раккун-Сіті (2021) Джилл грає Ганна Джон-Кеймен. Вона також з'явилася в анімаційному фільмі Оселя зла: Острів смерті (2023).
Джилл є ігровим персонажем у кількох неканонічних іграх серії Resident Evil. Вона присутня в численних мобільних іграх Resident Evil, а також є головною героїнею Resident Evil: Genesis (2008), альтернативної сюжетної версії оригінальної гри. Вона з'являється у двох іграх франшизи Marvel vs. Capcom та кросоверних тактичних рольових іграх Project X Zone та Project X Zone 2. Вона з'являється в короткому камео у Under the Skin (2004), а також є ігровим персонажем у We Love Golf! (2007), Dead by Daylight (2016) та цифровій колекційній картковій грі Teppen (2019). Вона з'являється як альтернативний скін для двох персонажів серії Street Fighter: альтернативне вбрання для Чун-Лі в Super Gem Fighter Mini Mix (1998) і Каммі в Street Fighter V (2016) демонструє їх у костюмі Джилл з оригінальної Resident Evil. Джилл з'являється як Дух у відеогрі-кросовері Nintendo Super Smash Bros. Ultimate (2018). У 2020 році Джилл з'явилася в камео в Astro's Playroom. У березні 2021 року під час святкування 25-річчя франшизи Resident Evil персонаж Зофія з Rainbow Six Siege отримала скін Джилл Валентайн. У жовтні 2021 року Джилл і Кріс з'явилися в Fortnite Battle Royale.
Джилл з'являється в новелізаціях фільмів та ігор і грає роль другого плану в першому романі Стефані Данелл Перрі Оселя зла: Бухта Калібана (1998) із серії. У Оселі зла: Змова Амбрелли (1998), новелізації оригінальної гри Перрі, минуле Джилл у спецпідрозділі Дельта не згадується; стверджується, що до кар'єри в правоохоронних органах вона була спільницею свого батька Діка Валентайна, професійного злодія. За мотивами ігор було випущено кілька коміксів, і вона є персонажем Resident Evil Deck Building Card Game від Bandai (2011). Серед товарів із зображенням Джилл є фігурки, статуетки та репліки пістолетів. Персонаж був представлений у тематичних атракціонах Resident Evil у Universal Studios Japan та Universal Orlando's Halloween Horror Nights. Тематичний ресторан Capcom Biohazard Cafe & Grill S.T.A.R.S., який відкрився в Сібуї, Токіо, в 2012 році, продавав локшину, названу на її честь.

## Сприйняття і спадщина

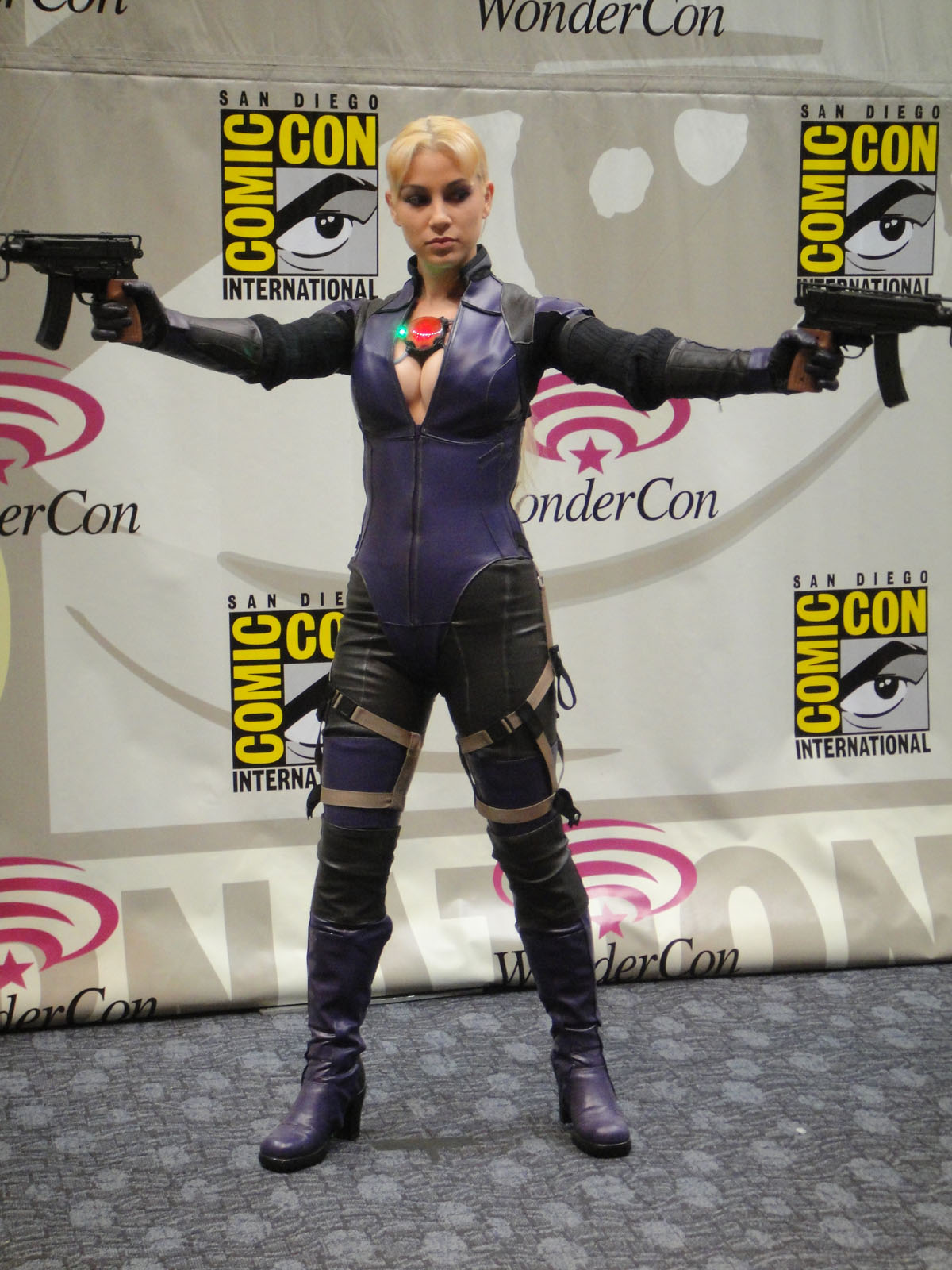
Косплейниця відтворює перероблену зовнішність Джилл з Resident Evil 5 як антагоніста з промитими мізками, яку МакКаллум-Стюарт детально описала у своїх творах.

Ігрові видання, включаючи редакцію Ігрового видання Книги рекордів Гіннеса 2011 року, включили Джилл Валентайн до переліку найпопулярніших та найкультовіших персонажів відеоігор. На виставці Penny Arcade Expo 2013 року журналісти та розробники ігор номінували її як одну з трьох головних героїнь західних та японських рольових відеоігор. Журнали хвалили її як найпривабливішого персонажа Resident Evil, з найбільш правдоподібною та послідовною сюжетною аркою в серії. Вона також була визнана одним з найбільших талісманів індустрії відеоігор усіх часів, як суворий, сильний і привабливий жіночий персонаж, який може сподобатися широкій аудиторії.
Критики відзначали, що Джилл не була надмірно сексуалізованою у своїх перших появах. Її виділяли як приклад жіночих персонажів серії, яких не оцінювали виключно за гендером, а також за «найрозумніший дизайн» для жіночого персонажа середини-кінця 1990-х років. Її професійні стосунки з Крісом були відзначені за вірність, а не романтику, а також за збалансованість їхніх характерів: інтелект Джилл та сила Кріса. Цифрові критикині вважали, що деякі риси Джилл підривають її роль як героїні і послаблюють її як протагоніста - зокрема, що форма її тіла є нереалістичною і не відображає її військове минуле або фізичну тренованість, зазначаючи, що вона була єдиним членом своєї команди в оригінальній грі, який не носив бронежилет. Ступінь зміни її зовнішнього вигляду впродовж серії ігор критикували як надмірний, а вбрання в Resident Evil 3 висміювали за надто сильне відхилення від початкової воєнізованої ітерації персонажа Мікамі. У статті «Tropes vs. Women in Video Games» феміністична медіакритикиня Аніта Саркісян розкритикувала альтернативні костюми Джилл як надто відверті, зокрема костюм піратки в Resident Evil: Revelations. Вона також навела ходу Джилл в Revelations як приклад жіночих персонажів, які ходять у відверто сексуалізованій манері.
МакКаллум-Стюарт зазначила, що перша частина Resident Evil прославилася своїми «надзвичайно недолугими діалогами та озвучкою, що надавало грі, яка і без того була напруженою, елементу чарівності, який так сподобався гравцям». Хоча вона пояснює, що слабкі діалоги можна пояснити поганим перекладом оригінального японського тексту, вона каже, що це ненавмисно допомогло відрізнити серію від її конкурентів. Кілька рядків з гри здобули неминущу популярність: «You were almost a Jill sandwich» («Ти ледь не стала Джил-сендвічем»), жарт, який незграбним голосом Баррі Бертон каже після того, як пастка на стелі ледь не розчавила Джилл, відродився як інтернет-мем через десять років після виходу гри; він став темою фан-артів, що зображає Джилл у вигляді сендвіча. Capcom використала цю репліку у вигляді великодок в кількох своїх наступних іграх, зокрема в Dead Rising (2006), Resident Evil: Uprising (2009) та Resident Evil: Revelations 2 (2015). Ще один уривок діалогу Бертона - «And, Jill, here's a lock pick. It might be handy if you, the master of unlocking, take it with you» («І, Джилл, ось відмичка. Буде зручніше, якщо ти, майстер злому, візьмеш її з собою») - також набув популярності. Цитата була спародійована через надмірну довжину пауз між словами. Вона була вилучена з пізніших видань.